# Ausseing
Ausseing é uma comuna francesa na região administrativa da Occitânia, no departamento do Alto Garona. Estende-se por uma área de 5.88 km², com 75 habitantes, segundo o censo de 2018, com uma densidade de 13 hab/km².